# انگدپوره
انگدپوره (به انگلیسی: Angadpura) یک روستا در پاکستان است که در توبه تک سینگ واقع شده‌است.